# デイヴィッド・オグルヴィ (第6代エアリー伯爵)

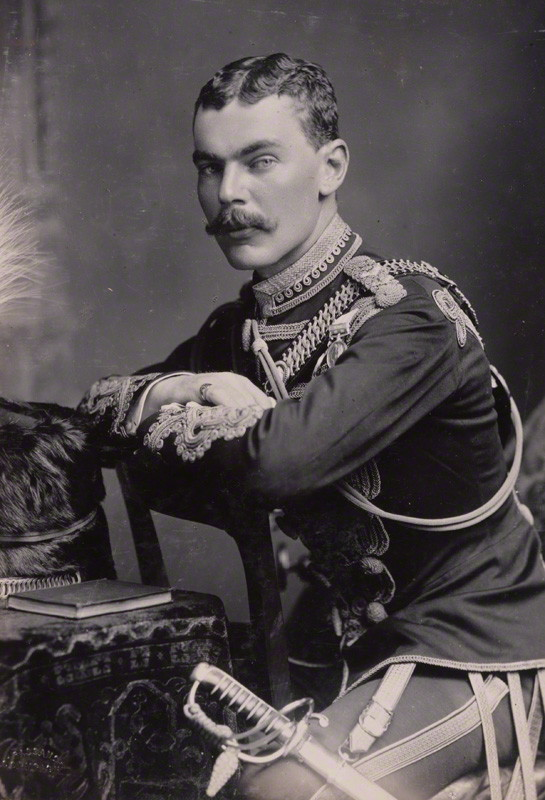
アレクサンダー・バッサーノによる肖像写真、1883年撮影。

第6代エアリー伯爵デイヴィッド・スタンリー・ウィリアム・オグルヴィ（英語: David Stanley William Ogilvy, 6th Earl of Airlie、1856年1月20日 – 1900年6月11日）は、イギリスの軍人、スコットランド貴族。

## 生涯
第5代エアリー伯爵デイヴィッド・グラハム・ドラモンド・オグルヴィと妻ヘンリエッタ・ブランシュ（Henrietta Blanche、旧姓スタンリー（Stanley）、1830年7月3日 – 1920年1月5日、第2代アルダリーのスタンリー男爵エドワード・スタンリーと妻ヘンリエッタ・マリアの娘）の息子として、1856年1月20日にフィレンツェで生まれた。
1874年6月13日に少尉としてイギリス陸軍に入隊、第1歩兵連隊に配属された後、1875年8月28日にスコッツフュジリアーガーズに転じ、1876年5月3日に第10ハザール連隊に転じ、1876年5月3日に（1875年6月13日付で）中尉に昇進した。1878年から1879年まで第二次アフガン戦争に参戦した。
1881年9月25日に父が死去すると、エアリー伯爵位を継承した。1885年5月11日、エアシャーの副統監に任命された。同年の総選挙でスコットランド貴族代表議員に当選
1883年4月21日に第6竜騎兵連隊の連隊副官に任命された。1884年2月18日に大尉に昇進した後、同年のスーダン遠征に参戦、さらに1884年から1885年までのナイル遠征にも参戦したため、1885年初に連隊副官を辞任した。ナイル遠征では1885年1月17日のアブクレアの戦いで軽傷を負い、1月19日のアブクルの戦いでも軽傷を負った。6月15日、少佐への名誉昇進辞令を与えられた。同日付の殊勲者公式報告書にも記載された。
第10ハザール連隊では定員外の大尉を経て、1886年9月20日に大尉に正式に昇進した。1889年7月21日にハンプシャー・ヨーマンリー連隊の連隊副官に任命され、1893年6月5日に辞任した。1892年8月3日、少佐に正式に昇進した。1895年11月27日、ブラックウォッチ第3志願兵大隊の名誉隊長に任命された。その後、第2竜騎衛兵隊への配属を経て、1897年12月8日に第12ランサーズ連隊の副隊長（中佐）に昇進した。
第二次ボーア戦争の勃発とともに南アフリカに派遣され、1900年2月15日付と1900年3月31日付のの殊勲者公式報告書に記載された。ブランドフォートで負傷した後、1900年6月11日にダイヤモンド・ヒルの戦いで戦死した。6歳の長男デイヴィッド・ライルフ・ゴア・ウールズリーが爵位を継承した。

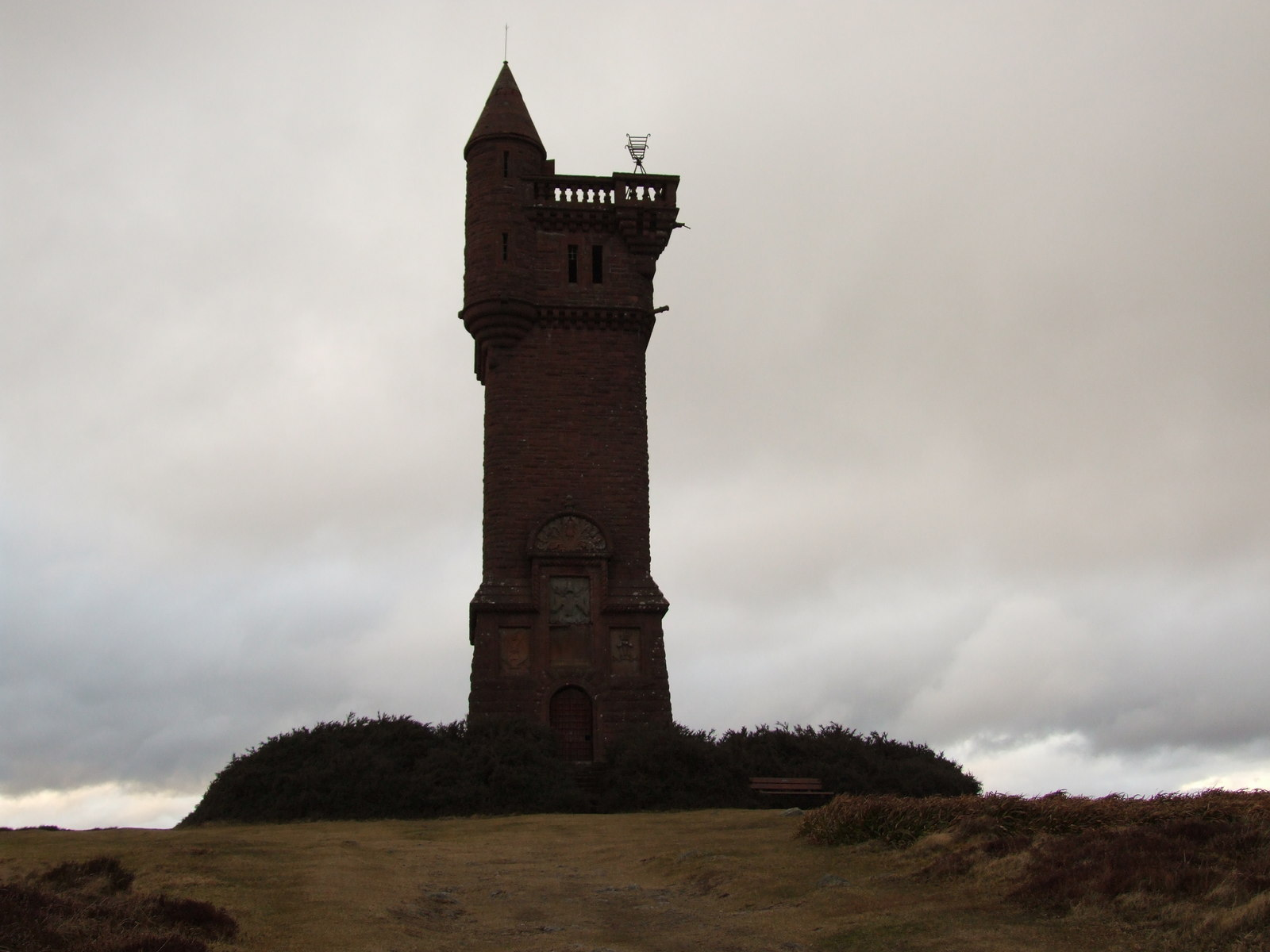
エアリー・モニュメント、2008年撮影。

死後の1901年、第6代エアリー伯爵の記念碑がアンガスのタロック山（Tulloch Hill）上に建てられ、エアリー・モニュメント（Airlie Monument）と名付けられた。

## 家族
1886年1月19日、メイベル・フランシス・エリザベス・ゴア（1866年3月10日 – 1956年4月7日、第5代アラン伯爵アーサー・ゴアの娘）と結婚、3男3女をもうけた。
- キティ・イーディス・ブランシュ（1887年2月5日 – 1969年10月17日） - 1906年9月18日、サー・バークリー・ヴィンセント（1963年1月29日没、アーサー・ヘア・ヴィンセントの息子）と結婚、子供をもうけたが、1925年に離婚した。1926年6月1日、ラルフ・ジェラルド・リットソン（Ralph Gerald Ritson、1966年10月25日没、ウルリク・アレクサンダー・リットソンの四男）と再婚[25]
- ヘレン・アリス・ウィリントン（Helen Alice Wylington、1890年11月21日 – 1973年12月） - 1909年11月25日、クレメント・ベトラム・オグルヴィ・フリーマン＝ミットフォード閣下（Hon. Clement Betram Ogilvy Freeman-Mitford、1915年5月没、初代リーズデイル男爵アルジャーノン・フリーマン＝ミットフォードの長男）と結婚、子供あり。1918年7月11日にヘンリー・コートネイ・ブロックルハースト（Henry Courtney Brocklehurst、1942年没、初代準男爵サー・フィリップ・ランカスター・ブロックルハーストの次男）と再婚、子供をもうけたが、1931年に離婚した。1933年2月21日、ハロルド・ブライ・ナッティング（Harold Bligh Nutting、1954年7月7日没、フィリップ・ナッティングの息子）と再婚[25]
- メイベル・グリゼルダ・エスター・サドリー（Mabell Griselda Esther Sudley、1892年1月22日 – 1918年11月4日） - 生涯未婚[25]
- デイヴィッド・ライルフ・ゴア・ウールズリー（英語版）（1893年7月18日 – 1968年12月28日） - 第7代エアリー伯爵[1][2]
- ブルース・アーサー・アシュリー（1895年3月15日 – 1976年9月29日） - 1931年4月28日、プリムローズ・イリナ・オブライエン（Primrose Eleanor O'Brien、1961年12月9日没、ロバート・ウィリアム・オブライエンの長女）と結婚、子供なし[25]
- パトリック・ジュリアン・ハリー・スタンリー（1896年6月26日 – 1917年10月9日） - 第一次世界大戦で戦死[25]

## 関連図書
- "No. 25460". The London Gazette (英語). 10 April 1885. p. 1668.
- "No. 25462". The London Gazette (英語). 17 April 1885. p. 1740.
- "No. 25954". The London Gazette (英語). 16 July 1889. p. 3834.